# Unza Unza time
Unza Unza time prvi je zajednički album Emira Kusturice i No Smoking Orchestra. Grupa je za ovaj album promijenila ime u "Emir Kusturica & The No Smoking Orchestra" i taj naziv zadržala. Ukupno trajanje: 64:27.

## Popis pjesama
1. Unza Unza Time (4:41)
2. Đinđi riđi bubamaro (5:00)
3. Lubenica (5:49)
4. Prnavor (inst.) (3:36)
5. Pitbull Terrier (4:04)
6. Was Romeo Really A Jerk (4:13)
7. Drang nach Osten (4:47)
8. Corfu (inst.) (2:34)
9. Upside Down (4:07)
10. Sanela (5:38)
11. Devil In The Business Class (3:44)
12. Gruss gott Traue (4:04)
13. Emir's Dream (inst.) (0:43)
14. Imao sam bijelog konja (5:22)
15. Some Other Man (inst.) (1:46)
16. Furja Djildje (4:11)